# Paroy-sur-Tholon
Paroy-sur-Tholon là một xã của Pháp,tọa lạc ở tỉnh Yonne trong vùng Bourgogne.

## Hành chính
| Danh sách các thị trưởng               |           |                       |                |         |
| Giai đoạn                              | Giai đoạn | Tên                   | Đảng           | Tư cách |
| tháng 3 năm 2001                       |           | GRELARDON Jean-Claude | Sans Etiquette |         |
| Tất cả các dữ liệu trước đây không rõ. |           |                       |                |         |

## Thông tin nhân khẩu
| Năm | 1962 | 1968 | 1975 | 1982 | 1990 | 1999 |
| --- | ---- | ---- | ---- | ---- | ---- | ---- |
| Dân số | 219  | 223  | 236  | 241  | 265  | 283  |
| From the year 1962 on: No double counting—residents of multiple communes (e.g. students and military personnel) are counted only once. |      |      |      |      |      |      |